# Оборотнівська сільська рада
| Оборотнівська сільська рада — колишній орган місцевого самоврядування у Сватівському районі Луганської області з адміністративним центром у с. Оборотнівка. Історична дата утворення: в 1926 році. Водоймища на території, підпорядкованій даній раді: річка Кобилка. Сільській раді підпорядковані населені пункти: - с. Оборотнівка - с. Наугольне - с. Пилипівка - с. Софіївка |

## Склад ради
Рада складається з 12 депутатів та голови.

### Керівний склад ради
| ПІБ                              | Основні відомості                                                                  | Дата обрання | Дата звільнення |
| -------------------------------- | ---------------------------------------------------------------------------------- | ------------ | --------------- |
| Павленко Володимир Володимирович | Сільський голова, 1962 року народження, освіта, член Соціалістичної партії України | 26.03.2006   | 31.10.2010      |
| Волков Віталій Володимирович     | Сільський голова, 1976 року народження, освіта вища, член Партії регіонів          | 31.10.2010   |                 |

Примітка: таблиця складена за даними джерела